# Actuant
Actuant (ehemals Applied Power) ist ein amerikanischer Industriekonzern mit Sitz in Menomonee Falls bei Milwaukee. Actuant produziert Hydraulikwerkzeuge, die über die Marken Enerpac, Simplex, Precision-Hayes und Milwaukee Cylinder vermarktet werden, Ausrüstung für die Offshore-Ölförderung (Marken Cortland, hydratight und Viking SeaTech) sowie Nutzfahrzeugteile wie Hydrauliken, AGR-Systeme, Messinstrumente und Zapfwellen (Marken Power-Packer, Gits, Weasler Engineering, maximatecc, Elliott Manufacturing und Sanlo).
Actuant wurde 1910 als American Grinder and Manufacturing Company gegründet. 1961 folgt die Umbenennung in Applied Power Industries und 2001 in Actuant.